# تجربه‌گرایی فمینیستی
تجربه‌گرایی فمینیستی (انگلیسی: Feminist empiricism) دیدگاهی در پژوهش فمینیستی است که اهداف و مشاهدات فمینیسم را با روش‌های تحقیق و تجربه‌گرایی ترکیب می‌کند. تجربه‌گرایی فمینیستی معمولاً با مفاهیم جریان اصلی پوزیتیویسم مرتبط است. تجربه‌گرایی فمینیستی آنچه را که نارسایی‌ها و سوگیری‌ها در روش‌های پژوهشی جریان اصلی از جمله پوزیتیویسم می‌داند، نقد می‌کند.
تجربه‌گرایی فمینیستی یکی از سه دیدگاه معرفت‌شناختی اصلی فمینیستی است. دو مورد دیگر فمینیسم موضعی و فمینیسم پساساختارگرا/پست‌مدرن هستند.